# Gogo atratus
Gogo atratus är en fiskart som beskrevs av Ng, Sparks och Paul V. Loiselle 2008. Gogo atratus ingår i släktet Gogo och familjen Anchariidae. Inga underarter finns listade i Catalogue of Life.